# Bé durador

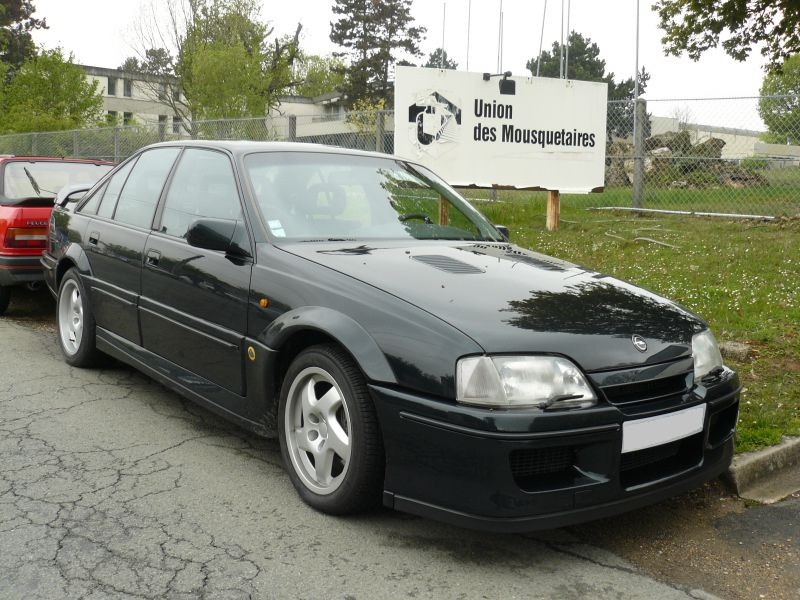
Un cotxe és un bé durador. La gasolina que l'alimenta és un bé no durador, o bé consumable.

En economia, un bé durador o bé dur és un bé que no es desgasta de pressa, o més concretament, que no cedeix utilitat amb el temps en comptes de ser completament consumit en un ús. Els elements com els maons podrien ser considerats perfectament béns duradors perquè teòricament no s'haurien de desgastar mai. Els béns molt duradors com les neveres o els cotxes normalment continuen sent útils durant tres o més anys d'ús i és caracteritzen típicament per períodes llargs entre compres successives.
Els béns duradors formen una part imperativa de producció econòmica. Això pot ser exemplificat amb el fet que les despeses personals en bens duradors va superar el valor total de 800 mil milions de dolars el 2000. En el mateix any 2000, la producció de béns duradors va suposar aproximadament el 60 per cent de la producció agregada en el sector de la fabricació en els Estats Units.
Exemples de béns de consum duradors inclouen automòbils, llibres, béns de casa (electrodomèstics de casa, electrònica de consum, mobiliari, estris, etc.), equipament esportiu, joies, equipament mèdic, armes de foc, i joguines.
Els béns no-duradors o béns tous són el contrari dels béns duradors. Poden ser definits bé com a béns que són immediatament consumits o béns que tenen una esperança de vida de menys de tres anys.
Exemples de béns no duradors inclouen els béns de consum de mobilitat ràpida, com els cosmètics i els productes de neteja, el menjar, els condiments, el combustible, la cervesa, els cigarrets i el tabac, la medicació, els subministraments d'oficina, l'embalatge i els contenidors, el paper i els productes de paperia, els productes personals, la goma, els plàstics, els tèxtils, la roba, i el calçat.
Mentre que els béns duradors normalment poden ser tant llogats com comprats, els béns no duradors generalment no són llogats. Mentre que la compra de béns duradors pertany a la categoria de la demanda d'inversió de béns, la compra de béns no duradors es troba a la categoria de la demanda de consum de béns.

## Durabilitat
Segons Cooper (1994, p5) "la durabilitat és l'habilitat d'un producte per realitzar la seva funció requerida durant un període llarg en condicions normals d'ús sense despeses excessives en manteniment o reparació". Es poden utilitzar diverses unitats per mesurar la durabilitat d'un producte segons el seu camp d'aplicació, com ara anys d'existència, hores d'ús i cicles operatius.

### Vida útil del producte i consum sostenible
La vida útil dels articles per a la llar és significativa per al consum sostenible. La vida més llarga del producte podria contribuir a l'eficiència i a l'ecoeficàcia, per tant, alentir el consum per avançar cap a un consum sostenible. Cooper (2005) va proposar un model per demostrar el paper crucial de la vida del producte en la producció i el consum sostenibles
La durabilitat com a característica relacionada amb la qualitat dels béns, que poden exigir els consumidors, no va quedar clara fins a una modificació de la llei relativa als estàndards de qualitat dels béns subministrats el 1994